# Maja Beckmann

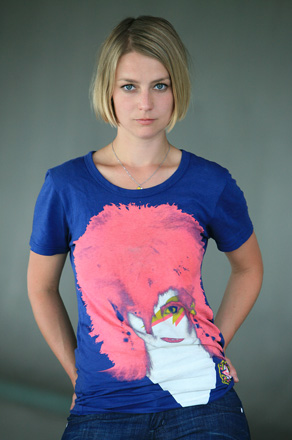
Maja Beckmann, 2009

Maja Beckmann (* 1977 in Herne) ist eine deutsche Schauspielerin.

## Leben und Wirken
Maja Beckmann war von 2001 bis 2013 im Ensemble des Bochumer Schauspielhauses engagiert, von 2002 bis 2005 als Elevin. Sie spielte dort in zahlreichen Inszenierungen, unter anderem unter der Regie von Jürgen Kruse, Matthias Hartmann und Elmar Goerden. Von 2013 bis 2015 spielte Maja Beckmann Theater im Ensemble des Staatstheater Stuttgart.
Einem breiteren Publikum ist Maja Beckmann als Sabine „Sabbel“ Buhrer in der Fernsehserie Stromberg bekannt. Ihre erste Hauptrolle in einem Kinofilm spielte sie in Die Österreichische Methode, der 2008 in die deutschen Kinos kam. Neben ihr wirkten darin Veronika Bayer, Marita Breuer, Waldemar Kobus und Laurens Walter mit. Der Spielfilm feierte seine Uraufführung auf den Hofer Filmtagen. Ab der Spielzeit 2016/17 war Maja Beckmann festes Ensemblemitglied an den Münchner Kammerspielen. Seit der Spielzeit 2019/20 ist Beckmann festes Ensemblemitglied am Schauspielhaus Zürich.
Die Arbeit Dionysos Stadt in der Regie von Christopher Rüping wurde zum Berliner Theatertreffen 2019 eingeladen.
In der von der COVID-19-Pandemie betroffenen Saison 2020/21 wurde sie für ihre Darstellungen in Einfach das Ende der Welt (Regie: Christopher Rüping) und als Medea (Regie: Leonie Böhm) am Schauspielhaus Zürich in der Kritikerumfrage von Theater heute als Schauspielerin des Jahres ausgezeichnet.
Sie ist die ältere Schwester der Schauspielerin Lina Beckmann.

## Filmografie
- 2004–2012: Stromberg (Fernsehserie, 18 Folgen)
- 2006: Die Österreichische Methode
- 2007: Dr. Psycho – Die Bösen, die Bullen, meine Frau und ich (Fernsehserie, 1 Folge)
- 2008: Die Jagd nach dem Schatz der Nibelungen (Fernsehfilm)
- 2009: Wilsberg – Der Mann am Fenster (Krimiserie)
- 2011: Shopping Tour (Kurzfilm)
- 2011: Eine Insel namens Udo (Kinofilm)
- 2011–2015: Knallerfrauen (Sketch-Comedy)
- 2013: Tatort – Trautes Heim (Fernsehfilm)
- 2014: Stromberg – Der Film
- 2014: Be My Baby
- 2014: Wann endlich küsst Du mich (Fernsehfilm)
- 2015: Undercover küsst man nicht (Fernsehfilm)
- 2017: Rentnercops (Fernsehserie, 2 Folgen)
- 2017: Fühlen Sie sich manchmal ausgebrannt und leer?
- 2018: In Wahrheit: Jette ist tot (Fernsehfilm)
- 2019: Wie gut ist deine Beziehung?
- 2019: Unheimlich perfekte Freunde
- seit 2020: Tatort: Franken-Tatort (Fernsehfilmreihe)
  - 2020: Die Nacht gehört dir
  - 2022: Warum
  - 2024:  Trotzdem
- 2020: Tatort – Du allein
- 2024: Der Usedom-Krimi: Am Scheideweg (Fernsehreihe)

## Theater (Auswahl)
- 2001: Peterchens Mondfahrt (Bassewitz), Rolle: Anneliese, Regie: A. Raffalt
- 2002: Die Schaukel (Mazaya), Rolle: Dvori, Regie: Annette Raffalt
- 2002: Ronja Räubertochter, Rolle: Rumpelwicht, Regie: Annette Raffalt
- 2003: Das Dschungelbuch (Rudyard Kipling), Regie: Annette Raffalt
- 2003: Electronic City (Falk Richter), Regie: Matthias Hartmann
- 2003: Titanic – Schöne Menschen spielen große Gefühle (T. Krechel), R: C. Stolz
- 2004: Bluthochzeit (Frederico Garcia Lorca), Hosenrolle, Regie: Jürgen Kruse
- 2004: 1/2 2 – pretty ways to leave your lover (A. Schnitzler), R: M. Fendrich
- 2004: Lulu (Frank Wedekind/Moritz von Uslar), Regie: Christiane Paulhofer
- 2004: Ein Flanellnachthemd (Leonora Carrington), Regie: Marlin de Haan
- 2004: Der Nussknacker (nach E. T. A. Hoffmann von P. Raffalt), Regie: A. Raffalt
- 2005: Weit von hier (Neil LaBute), Regie: Annette Pullen (DE)
- 2005: Das Käthchen von Heilbronn (Kleist), R: Rosalie, R: Stephan Rottkamp
- 2005: Die Stunde, da wir nichts voneinander wußten (Handke), R: E. Goerden
- 2005: Sanft und grausam (Martin Crimp), Rolle: Nicola, Regie: Wilfried Minks
- 2006: Dantons Tod (Georg Büchner), Regie: Thomas Thieme
- 2006: Fasten Seat Belts (Jaan Tätte), R: Anna, Regie: Christian Tschirner
- 2006: Afterdark (Haruki Murakami), Regie: Benjamin Walther
- 2006: Doña Rosita oder Die Sprache der Blumen (F. G. Lorca), R: Armin Holz
- 2007: Floh im Ohr (Georges Feydeau), R: Antoinette, Regie: Dieter Giesing
- 2007: Gretchen 89 ff. (Lutz Hübner), Rolle: Gretchen, Regie: Hans Dreher
- 2007: Platonow (Tschechow), Rolle: Alexandra Iwanowna, Regie: Jorinde Dröse
- 2007: Der Alptraum vom Glück (Justine del Corte), Regie: Elmar Goerden
- 2007: Wie es euch gefällt (Shakespeare), Rolle: Phoebe, Regie: Elmar Goerden
- 2008: Das Sissi-Syndrom (R. Schneider-Abend), R: Romy Schneider, R: Katrin Lindner
- 2008: Einer flog übers Kuckucksnest (Wasserman), R: Schwester Flinn, R: Jorinde Dröse
- 2008: I hired a contract killer (nach Aki Kaurismäki), R: Margaret, R: Jorinde Dröse
- 2009: Menschen im Hotel (nach Vicki Baum), R: Anna Bergmann
- 2009: Forelle Stanley (nach Claudia Dey), R: Christian Hockenbrink
- 2009: Fahrstuhl zum Bankrott (von Marcel Luxinger), R: Bettina Bruinier
- 2009: Alice (nach Lewis Carroll), R: Anna Bergmann
- 2009: Sieben Türen (Botho Strauß), Regie: Elmar Goerden
- 2010: Herr Puntila und sein Knecht (Brecht), Rolle: Eva Puntila, Regie: Anne Lenk
- 2010: Eisenstein (Christoph Nußbaumeder), Regie: Anselm Weber
- 2010: Oft ist die Natur nicht einmal schön”, Regie: Christoph Frick
- 2011: Die Ratten (Hauptmann), R: Pauline Piperkarcka, Regie: David Bösch
- 2011: Amerika (Franz Kafka), Rolle: Oberköchin, Regie: Jan Klata
- 2011: Der aufhaltsame Aufstieg des Arturo Ui, Rolle: Hook, Regie: Ulrich Greb
- 2012: Kleiner Mann-was nun? (Hans Fallada), Rolle: Lämmchen, Inszenierung: David Bösch.
- 2013: Das Mädchen aus der Streichholzfabrik (nach dem Film von Aki Kaurismäki), Rolle: Iris, Inszenierung: David Bösch
- 2016: 8 1/2 Millionen (nach dem Roman von Tom McCarthy), Inszenierung: Alexander Giesche[8]
- 2017: Nō Theater, Inszenierung: Toshiki Okada[9]
- 2017: Miranda Julys Der Erste Fiese Typ (nach Miranda July), Inszenierung: Christopher Rüping[10]
- 2017: Wartesaal, Inszenierung: Stefan Pucher[11]
- 2018: Die Attentäterin (nach dem Roman von Yasmina Khadra), Inszenierung: Amir Reza Koohestani[12]
- 2018: Dionysos Stadt, Inszenierung: Christopher Rüping[13]
- 2019: Das Leben des Vernon Subutex (nach der Roman-Trilogie von Virginie Despentes), Inszenierung: Stefan Pucher[14]
- 2019: Früchte des Zorns (nach dem Roman von John Steinbeck), Inszenierung: Christopher Rüping[15]

## Auszeichnungen
- 2010: Tana-Schanzara-Preis 2010
- 2010: Bochumer Theaterpreis in der Kategorie „Arrivierte Künstler“
- 2011: Publikumspreis für „Shopping Tour“ auf dem Kinofest Lünen
- 2019: Deutscher Theaterpreis Der Faust in der Kategorie Darstellerin/Darsteller Schauspiel für Dionysos Stadt (Münchner Kammerspiele)[16]
- 2021: Schauspielerin des Jahres in der Kritikerumfrage von Theater heute für Einfach das Ende der Welt und Medea (Schauspielhaus Zürich)
- 2022: Bernhard Minetti Preis[17]